# Loge antébrachiale postérieure
La loge antébrachiale postérieure est la loge ostéo-aponévrotique située en arrière de l'avant-bras.

## Limites
La loge antébrachiale postérieure est limitée à l'avant par les faces postérieures du radius, de l'ulna et de la membrane interosseuse de l'avant-bras.
En arrière et latéralement, elle est fermée par le fascia antébrachial qui complète la fermeture antérieure en envoyant en profondeur deux septums.
Le premier médial s'attache sur le bord postérieur de l'ulna, le deuxième latéral s'attache sur le bord postérieur du radius.
Les deux septums, le radius, l'ulna et la membrane interosseuse constitue la séparation entre la loge antébrachiale postérieure et la loge antébrachiale antérieure.

## Contenu
La loge antébrachiale postérieure contient douze muscles. Ils se répartissent entre la partie profonde et la partie superficielle de la loge. 
La norme TA98 reconnaissait une partie latérale pour cette loge non retenue dans la norme TA2.
Ils se répartissent en muscles intrinsèques qui agissent sur l'avant-bras et muscles extrinsèques qui agissent en dehors de l'avant-bras: sur la main et les doigts.
Tous les muscles sont innervés par le nerf radial et ses branches.
| Muscle                                 | Niveau      |             | Partie latérale |
| Muscle brachio-radial                  | superficiel | intrinsèque | x               |
| Muscle long extenseur radial du carpe  | superficiel | extrinsèque | x               |
| Muscle court extenseur radial du carpe | superficiel | extrinsèque | x               |
| Muscle extenseur ulnaire du carpe      | superficiel | extrinsèque |                 |
| Muscle anconé                          | superficiel | intrinsèque |                 |
| Muscle extenseur des doigts            | superficiel | extrinsèque |                 |
| Muscle extenseur du petit doigt        | superficiel | extrinsèque |                 |
| Muscle long abducteur du pouce         | profond     | extrinsèque |                 |
| Muscle long extenseur du pouce         | profond     | extrinsèque |                 |
| Muscle court extenseur du pouce        | profond     | extrinsèque |                 |
| Muscle extenseur de l'index            | profond     | extrinsèque |                 |
| Muscle supinateur                      | profond     | intrinsèque |                 |

### Variantes
La couche profonde de la masse des extenseurs précurseurs est connue pour être phylogénétiquement instable et est en cours d'évolution car une forte variabilité est observée chez les primates non humains,,,.
Chez l'homme, des muscles anormaux ou supplémentaires peuvent être observés dans une petite partie de la population :
- muscle extenseur propre du médium,
- muscle extenseur propre de l'index et du médium,
- muscle extenseur propre du pouce et de l'index,
- muscle extenseur radial tierce du carpe,
- muscle court extenseur des doigts.

## Anatomie comparée
Dans la superfamille des hominoidea ou singes, les configurations des muscles de la loge postérieure de l'avant-bras partagent des caractéristiques similaires. Cependant, le muscle anconé n'est généralement pas présent dans les hylobates (gibbons). De plus, le muscle extenseur du pouce n'est présent que dans le genre homo (humains) et le genre hylobates. les muscles court extenseur du pouce et long abducteur du pouce sont fusionnée en un seul muscle dans d'autres genres.